# Гило

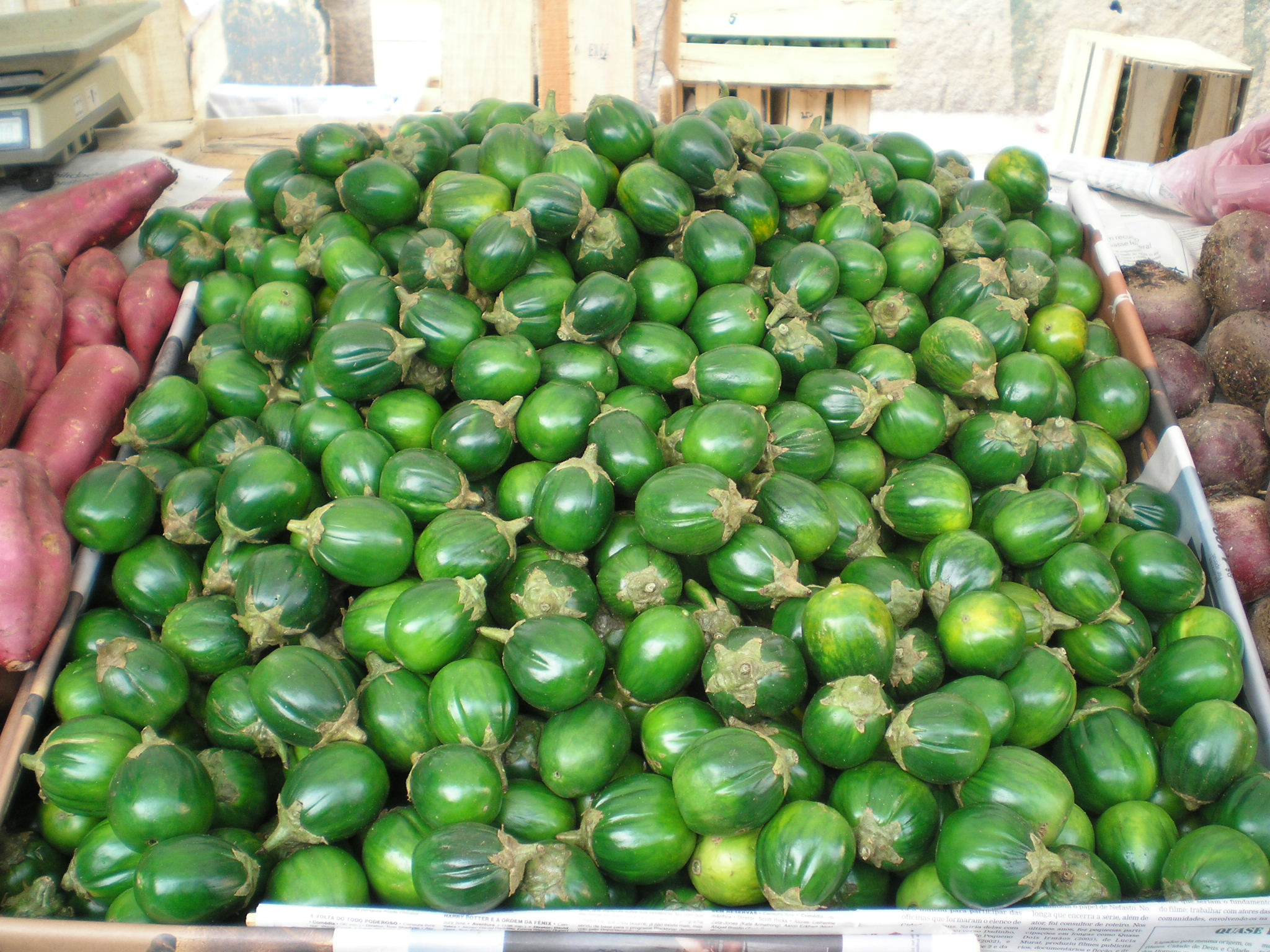
Гило шаровидной формы на рынках Сан-Паулу

Гило́ — группа сортов вида Паслён эфиопский (Solanum aethiopicum L.) рода Паслён семейства Паслёновые. Ранее эту группу выделяли в самостоятельный вид Solánum giló Raddi (1820). Гило возделывается как овощная культура в Бразилии.

## Биологическое описание
Гило́ — ветвистый полукустарник, который может достигать в высоту полутора метров. Ветви зелёные, цилиндрические. Листья удлинённые, продолговатой формы, покрыты мелкими волосками. Цветки белые, располагаются по две-три небольших кисточки на коротком стебельке.
Плоды могут быть продолговатой, удлинённой или почти шаровидной формы в зависимости от сорта. Цвет плодов зелёный или тёмно-зелёный. Вес плода — от 14 до 17 граммов. Как и у других представителей рода Паслён, плод гило с ботанической точки зрения является ягодой.

## Состав плодов
Плоды гило состоят из углеводов (3-6 %), белков (1,4 %), микроэлементов таких, как соли кальция, фосфора, железа и витаминов B5 и C. Витамин С (аскорбиновая кислота) утрачивается в процессе термической обработки, при приготовлении пищи.

## Использование
В Бразилии растение и его плоды имеют название jiló (произносится как «жило́»). В сыром виде плоды растения обычно не употребляют из-за горького вкуса. Для приготовления плоды очищают от кожуры, так как она является самой горькой их частью. После приготовления плоды по вкусу напоминают кабачки с горьковатым привкусом.